# E-AMUSEMENT SPOT
e-AMUSEMENT SPOT（イーアミューズメント スポット）は、コナミアミューズメントが運営する無線LANサービスである。

## 概要
2006年12月にサービス発表、2007年5月にサービス開始。同社製のe-AMUSEMENT対応アーケードゲームが設置されているゲームセンターにアクセスポイントが設置されており、対応する同社製コンシューマーゲームおよび無線LAN対応携帯ゲーム機をアクセスポイントに持参し無線接続することで両者をリンクさせたり、オリジナルアイテムの配信を行ったりするサービスである。接続先はe-AMUSEMENTのネットワークであるため、家庭用無線LANから接続することは不可能である。また、タイトルによっては事前にKONAMI IDの登録およびe-AMUSEMENT PASSのひも付けや別途有料サービスの申し込みが必要である。
なお、アクセスポイント設置店舗はサービス開始から1年以上経過した2008年9月現在でも全国で17都道府県に30店舗のみと極端に少なく、設置店舗が1店もない県の方が多い状態である。

## 対応ゲームソフト
PlayStation Portable用ソフト
- 実況パワフルプロ野球ポータブル2（対応ソフト第1号。現在はサービス終了）
- 麻雀格闘倶楽部全国対戦版（オンライン成績閲覧サービスのみ2010年1月1日終了。オンライン対戦サービスは続行）
- メタルギアソリッド ポータブル・オプス+

ニンテンドーDS用ソフト
- クイズマジックアカデミーDS（2010年9月13日Wi-Fiコネクション接続サービス終了）
- クイズマジックアカデミーDS 〜二つの時空石〜（2011年4月27日Wi-Fiコネクション接続サービス終了）